# Kærlighedsinstituttet
Kærlighedsinstituttet er en amerikansk stumfilm fra 1921 af James Cruze.

## Medvirkende
- Wallace Reid - Austin Bevans
- Lila Lee - Elsie
- Adele Farrington - Mrs. Rolles
- Beulah Bains - Susie Rolles
- Edwin Stevens - Homer Johns
- Grace Morse - Miss Hayes
- Patricia Magee - Sally Boyd